# Пакленица
Пакленица (хорв. Paklenica) — национальный парк в Хорватии, в
северной Далмации, на южных склонах горного массива Велебит, в 20 километрах к северо-востоку от Задара, жупания Задар. Западной стороной парк выходит к населённым пунктам Стариград-Пакленице и Селине, расположенным на побережье Адриатического моря. Национальный парк Пакленица является частью природного парка Велебит.

## Общие сведения
Площадь национального парка — 96 км².
Высочайшие вершины парка — Вагански врх (хорв. Vaganski vrh) — 1757 м и Свето брдо (хорв. Sveto brdo) — 1753 м.
Объявлен национальным парком в 1949 г.
В парке произрастают многочисленные редкие виды флоры. Среди животных, обитающих в парке, стоит отметить медведей, оленей, косулей, волков и рысей.

## Интересные места
- Каньоны Мала Пакленица и Велика Пакленица — живописные каньоны двух горных речек. В каньоне Мала Пакленица в настоящее время поток пересох.

- Карстовые пещеры Пакленицы — обширные горные пещеры. В начале 50-х годов XX века были искусственно расширены и укреплены, как предполагаемое место укрытия югославского правительства в случае войны.

- Скалы — крутые и живописные скалы каньона — популярное место у скалолазов. Самая известная скала «Анича Кук» имеет высоту 712 м.

- Вершины Вагански врх и Свето брдо — живописные горные пики, привлекательные для горных туристов.

## Ссылки

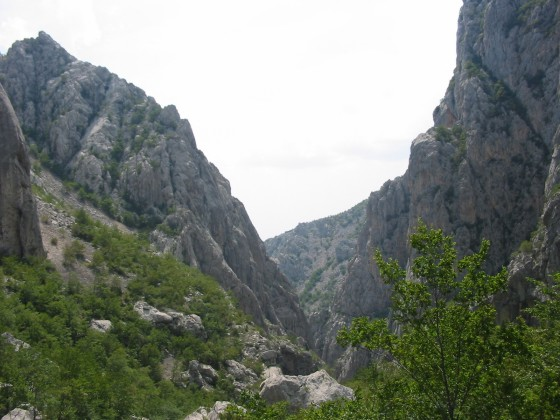
Каньон Велика Пакленица